# Bassam Al-Thawadi
Bassam Mohammed A o-Thawadi (Manama, 13 de dezembro de 1960) é diretor de cinema, e dramaturgo bareinita, conhecido por produzir a primeira longa-metragem do Barém, A Barreira, em 1990. Considerado como um pioneiro regional na realização de filmes, é membro fundador da Sociedade de Cinema de GCC e também é o fundador e diretor geral do primeiro Festival de Cinema Árabe no Barém. Dirigiu numerosas curta-metragens e também comerciais, programas educativos e culturais, durante seu mandato na Corporação de Rádio e Televisão do Barém e também escreveu obras de teatro.
Em 1994, Al-Thawadi foi presidente do Festival de videos Al Sawari; e, membro do comité de juízes do Festival Internacional de Televisão e Cinema de Bagdade em 1988. Organizou o Festival de Dias do Novo Cinema Egípcio no Barém em 1993 e foi o diretor do quinto Festival de Música Árabe em 1996.

## Biografia
Em 1979, estudou filmagem no Instituto Superior de Cinema na Academia de Artes do Egito, na cidade do Cairo, Egito e se graduou em 1982. Durante seu estudo, dirigiu uma curta-metragem de drama intitulada Ao Qina'a (tradução: A Máscara) em 16 mm e seu projecto de graduação foi outro drama curto, intitulado Malaekat Ao Ardh (tradução: Anjos da Terra).
Uniu-se à TV Barém no dia 4 de maio de 1985, e produziu diversos programas para o canal. Também produziu programas que se transmitiram em todos os países árabes membros da Arab States Broadcasting Union (ASBU).
Em 1990, produziu e dirigiu a longa-metragem A Barreira, amplamente considerado como a primeira longa-metragem produzida no Barém; o filme tem sido incluído em vários festivais de cinema regionais e internacionais, em general ganhando boas críticas.
Em 2004, dirigiu e coproduziu (o outro produtor foi a Bahrain Cinema Co.) o filme Visitante, considerado o segundo filme produzido no Barém e o primeiro sistema de som Dolby, no Golfo Pérsico. Entre esses dois filmes, dirigiu muitos documentários. Em 2006 dirigiu A Bahraini Devaste, a terceira longa-metragem produzida no Barém, que teve o primeiro sistema digital de som DTS na região do Golfo Pérsico. O filme foi aclamado por críticos locais e internacionais.
Actualmente trabalha como chefe da secção de drama e documentário no Barém Rádio & Television Corporation, Ministério de Informação no Barém.

## Filmografia
| Ano  | Título           | diretor de cinema | produtor de cinema | roteirista | actor | Notas                                                       |
| ---- | ---------------- | ----------------- | ------------------ | --- | ----- | ----------------------------------------------------------- |
| 1990 | A Barreira       | Sim               | Sim                | bem recebido e projectado em vários festivais de cinema em todo mundo |       |                                                             |
| 2004 | Visitante        | Sim               | Sim                | Sim | Sim   | amplamente reconhecido como o segundo largometraje do Barém |
| 2006 | Um conto bareiní | Sim               | Sim                | descrito como um drama épico, este filme se desenvolve durante a guerra dos Seis Dias, e gira em torno da história pessoal de uma família de classe média bareinita e em torno das esperanças e a fé do mundo árabe no presidente egípcio Gamal Abdel Nasser. O filme foi aclamada pela crítica. |       |                                                             |
| 2008 | Four Girls       | Sim               |                    | |       |                                                             |
| 2010 | Longing          | Sim               | Sim                | |       |                                                             |

## Galardões
- 10 de abril de 2012: Prémio à trajectória no 5º Festival de cinema do Golfo, em reconhecimento a seu trabalho de por vida na realização de filmes do Golfo.[3]